# Bessèges
Bessèges (okcitansko Bessèja) je naselje in občina v južnem francoskem departmaju Gard regije Languedoc-Roussillon. Naselje je leta 2008 imelo 3.233 prebivalcev.

## Geografija
Kraj leži v pokrajini Languedoc ob reki Cèze, 30 km severno od Alèsa.

## Uprava
Bessèges je sedež istoimenskega kantona, v katerega so poleg njegove vključene še občine Bordezac, Gagnières, Peyremale in Robiac-Rochessadoule s 5.793 prebivalci.
Kanton Bessèges je sestavni del okrožja Alès.

## Zgodovina
Prvotno je bil Bessèges zaselek Robiac. Njegov vzpon se prične z odprtjem rudnika premoga v letu 1809, ki se mu kasneje leta 1833 pridruži železarna. Leta 1857 kraj dobi železnico, leto kasneje pa postane občina. Ob svojem vrhuncu v poznem 19. stoletju je Bessèges štel 11.000 prebivalcev. Sledil je počasen padec v 20. stoletju, z zaprtjem prvo rudnika (1964), nato še železarne (1987). Danes se kraj ukvarja pretežno s turizmom.

## Zanimivosti
- Cerkev Marijinega Brezmadežnega spočetja iz 19. stoletja;

## Šport
Bessèges je prizorišče po njem imenovane petdnevne cestne kolesarske dirke Étoile de Bessèges (Zvezda Bessègesa), ki se odvija vsako leto v začetku februarja, od leta 2005 pod okriljem Evropskega Toura Mednarodne kolesarske zveze.